# Clypeostoma nortoni
Clypeostoma nortoni is een slakkensoort uit de familie van de Chilodontaidae. De wetenschappelijke naam van de soort is voor het eerst geldig gepubliceerd in 1984 door McLean.